# Eurycarenus chilensis
Eurycarenus chilensis är en tvåvingeart som beskrevs av Paramonov 1934. Eurycarenus chilensis ingår i släktet Eurycarenus och familjen svävflugor. Inga underarter finns listade i Catalogue of Life.